# Liernais
Liernais [ljɛ:ʀnɛ] est une commune française située dans le canton d'Arnay-le-Duc du département de la Côte-d'Or, en région Bourgogne-Franche-Comté.

## Géographie

### Localisation, liens administratifs et géographiques
Liernais est une petite commune rurale française au cœur de la Bourgogne, à l'extrémité ouest du département de la Côte-d'Or, dans l'arrondissement de Beaune. Elle est située à environ 80 km au sud-ouest de Dijon, 55 km au nord-ouest de Beaune, 30 km au nord d'Autun et 10 km au sud-est de Saulieu.
La commune a une superficie totale de 2 853 ha dont 312 de forêt, son centre se situant à 47° 12′ 24″ N, 4° 16′ 56″ E.
Le village est composé d'un bourg d'environ 400 habitants, et de plusieurs hameaux (Baroiller-Laborde, Baroiller-l'Étang, Cenfosse, la Guette, la Queue-Caillot, l'Huis-Renaud, Maison-des-Champs, Paquier-Rousseau, Vesvres, Veullerot, Villars) regroupant environ 150 habitants (voir le chapitre Démographie).
La commune est située dans le massif du Morvan et fait partie de son parc naturel régional. Elle est également le chef-lieu du canton de Liernais, regroupant 14 communes pour un total d'environ 2 400 habitants, et, depuis 2001, siège de la plus petite communauté de communes de Côte-d'Or : la communauté de communes de Liernais (les communes y participant étant les mêmes que celles du canton de Liernais).
Si Liernais est au cœur de la Bourgogne, il est également au centre de l'Europe. Le centre géographique de la zone euro était en effet situé à proximité du village en 2010, date d'adoption de la monnaie européenne par la Slovaquie.

### Relief et géologie

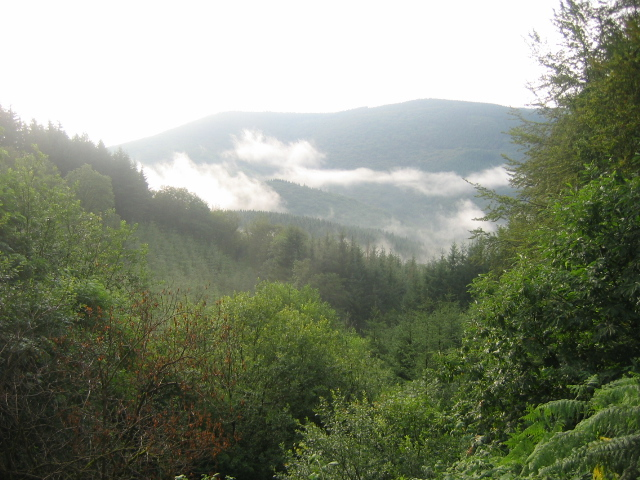
Le Morvan.

Aux confins du massif montagneux granitique du Morvan et du plateau calcaire de l'Auxois, le bourg se situe à environ 500 m d'altitude (entre 424 et 543 m exactement). Une borne de l'Institut national de l'information géographique et forestière indique l'altitude exacte de 529,739 m à la gare du village.
Les genêts servent habituellement de référence pour établir la limite entre le Morvan et l'Auxois : ils poussent sur les sols granitiques mais pas calcaires. À Liernais, le hameau de Cenfosse est représentatif de cette frontière géologique : le haut est granitique, alors que le bas est calcaire (calcaire coquillier), riche en fossiles de coquillages ; et possédait autrefois un four à chaux. Il s'agissait, il y a bien longtemps, d'une « plage » où les vagues d'un océan venaient frapper les récifs granitiques de ce qui allait devenir le Morvan.

### Climat
Pour des articles plus généraux, voir Climat de la Bourgogne-Franche-Comté et Climat de la Côte-d'Or.
En 2010, le climat de la commune est de type climat des marges montargnardes, selon une étude du Centre national de la recherche scientifique s'appuyant sur une série de données couvrant la période 1971-2000. En 2020, Météo-France publie une typologie des climats de la France métropolitaine dans laquelle la commune est exposée à un climat océanique altéré et est dans la région climatique Lorraine, plateau de Langres, Morvan, caractérisée par un hiver rude (1,5 °C), des vents modérés et des brouillards fréquents en automne et hiver.
Pour la période 1971-2000, la température annuelle moyenne est de 10,3 °C, avec une amplitude thermique annuelle de 16,8 °C. Le cumul annuel moyen de précipitations est de 973 mm, avec 12,6 jours de précipitations en janvier et 8,4 jours en juillet. Pour la période 1991-2020, la température moyenne annuelle observée sur la station météorologique de Météo-France la plus proche, « Arnay_sapc », sur la commune de Saint-Prix-lès-Arnay à 19 km à vol d'oiseau, est de 10,5 °C et le cumul annuel moyen de précipitations est de 799,9 mm,. Pour l'avenir, les paramètres climatiques de la commune estimés pour 2050 selon différents scénarios d'émission de gaz à effet de serre sont consultables sur un site dédié publié par Météo-France en novembre 2022.

### Hydrographie
Située sur le seuil de Bourgogne, la commune de Liernais est à cheval sur les bassins versants de la Loire (majeure partie de la commune) et de la Seine (de l'autre côté de la ligne de chemin de fer Autun-Paris).
Elle est traversée par un petit ruisseau, également appelé le Liernais, qui alimentait autrefois un lavoir sur la place de la Fontaine, aujourd'hui désaffecté. À la sortie du village, il descend vers l'étang de la Gravotière, puis se perd dans le Creux-au-Diable, avant de continuer vers l'Arroux, dans lequel il se jette à Voudenay.
La commune comprend également de nombreuses mares et étangs, comme l'atteste le hameau de « La Mer » sur la commune limitrophe de Saint-Martin-de-la-Mer (pourtant située à plusieurs centaines de kilomètres de l'océan le plus proche). L'alimentation en eau potable du village se fait à partir du lac de Chamboux, également situé sur la commune de Saint-Martin-de-la-Mer. Les nappes phréatiques des environs sont peu volumineuses (sols essentiellement granitiques) mais très accessibles. De nombreuses maisons ont encore un puits dans leur cour, l'eau étant entre 1 et 5 mètres de profondeur. Cette eau souterraine avait une grande importance avant la construction du réseau d'eau, comme l'atteste le dicton patois : « mai mâyon, mon jairdin, mon poué, i seu chez moué » (ma maison, mon jardin, mon puits, et je suis chez moi).

### Faune et flore
Le paysage, la flore et la faune de Liernais tiennent à la fois du Morvan et de l'Auxois.
Au nord, au sud et à l'ouest de la commune, c'est le Morvan qui prime, avec ses collines boisées (feuillus et résineux) ou en prés, ses lacs et ruisseaux. On y trouve de nombreuses espèces d'oiseaux (sédentaires ou migrateurs), du gibier en abondance (sangliers, chevreuils, lièvres, faisans, etc.), d'autres animaux forestiers (renards, écureuils, chouettes, etc.), ainsi que du poisson en quantité dans les nombreux cours et plans d'eau (perches, carpes, brochets, etc.).

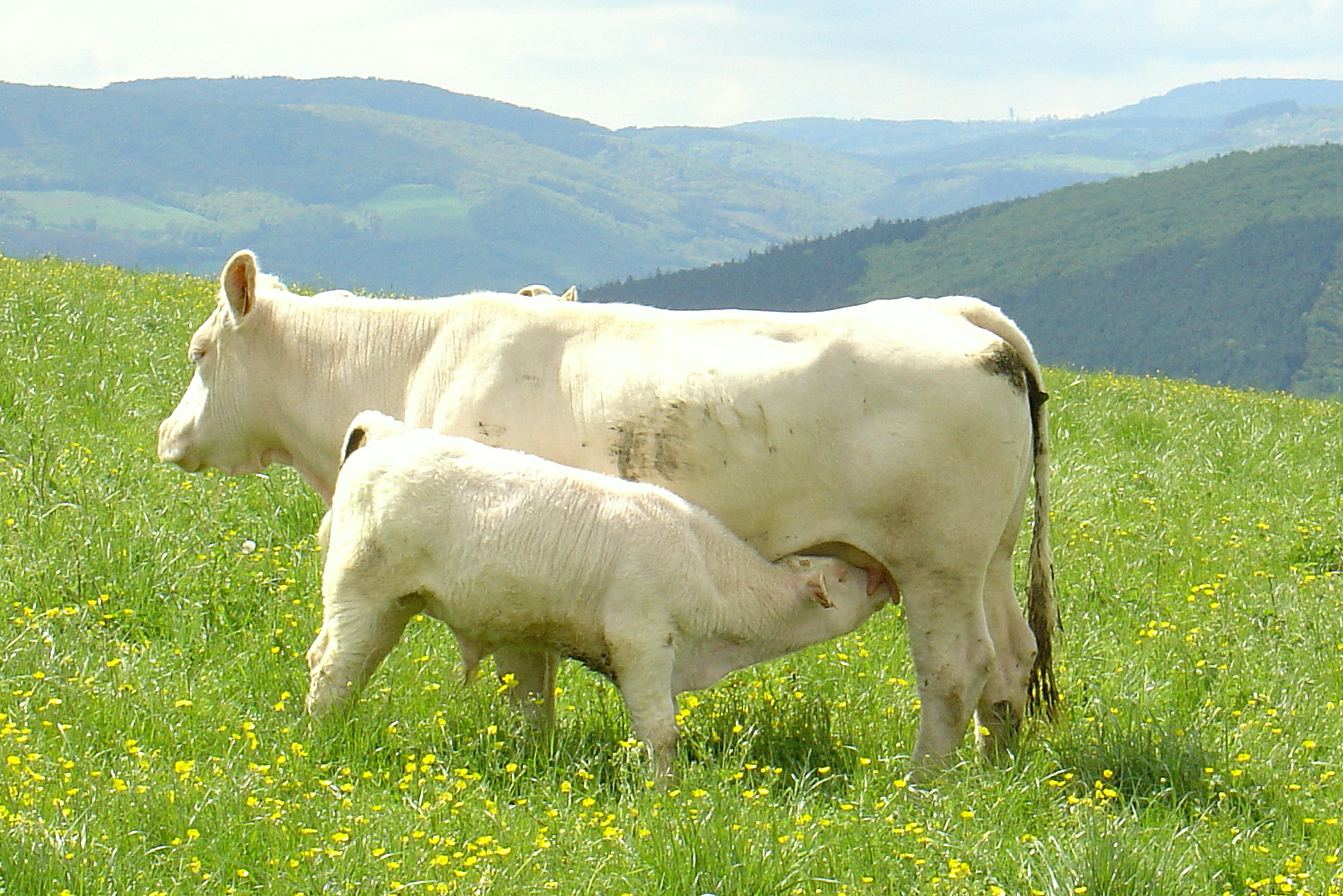
Une charolaise et son veau.

À l'est, c'est le plateau de l'Auxois qui commence, plus plat, moins boisé mais plus riche en prairies et champs de céréales. Très emblématiques de la région, la commune est couverte de vaches blanches de race charolaise. Les chevaux de trait (notamment la race Auxois) autrefois utilisés pour le travail des fermes, sont un peu moins nombreux qu'avant au profit des tracteurs, mais aussi des chevaux de selle et des ânes.
La flore sauvage est abondante (notamment des orchidées) dans le Morvan comme dans l'Auxois. Les nombreux champignons poussant dans les bois (girolles ou chanterelles, trompettes de la mort, etc.) ou dans les prés (rosés, tricholome de la Saint-Georges ou mousserons, pieds-de-moutons, etc.) font le régal des dîners d'été et d'automne.

### Transports

#### Réseau routier
On peut arriver et quitter Liernais par l'autoroute A6 via la sortie 22 à Avallon (en provenance du nord (Paris), ou via la sortie 24 à Pouilly-en-Auxois (en provenance du sud (Lyon)
Deux routes départementales desservent également la commune : la D906, anciennement Nationale 6 (sortie « La Guette » en provenance de Pouilly-en-Auxois ou d'Arnay-le-Duc), et la D15 (sortie l'« Huis-Renaud » en provenance d'Autun ou de Saulieu).

#### Trains et autocars
La gare SNCF de Liernais se situe sur la ligne Autun-Saulieu-Avallon-Auxerre-Paris Bercy. Plus aucun train ne s'arrête à compter du cadencement par la SNCF.
Des bus TER, sur la place de la Fontaine, parcourent plusieurs fois par jour la ligne Autun-Saulieu. Les tickets peuvent être achetés directement dans le bus, en gare, ou dans les offices du tourisme de Saulieu et d'Autun.
Le trajet Paris-Liernais peut se faire en 2 h 15 en prenant le TGV Paris-Montbard, puis le bus Montbard-Saulieu et enfin le bus Saulieu-Liernais.

#### Avion
L’aérodrome de Saulieu - Liernais peut accueillir ou louer des avions.

## Urbanisme

### Typologie
Au 1er janvier 2024, Liernais est catégorisée commune rurale à habitat dispersé, selon la nouvelle grille communale de densité à 7 niveaux définie par l'Insee en 2022.
Elle est située hors unité urbaine et hors attraction des villes,.

### Occupation des sols
L'occupation des sols de la commune, telle qu'elle ressort de la base de données européenne d’occupation biophysique des sols Corine Land Cover (CLC), est marquée par l'importance des territoires agricoles (82,8 % en 2018), une proportion sensiblement équivalente à celle de 1990 (83,3 %). La répartition détaillée en 2018 est la suivante :
prairies (68,7 %), forêts (13,3 %), terres arables (7,3 %), zones agricoles hétérogènes (6,8 %), zones urbanisées (2,8 %), milieux à végétation arbustive et/ou herbacée (1 %). L'évolution de l’occupation des sols de la commune et de ses infrastructures peut être observée sur les différentes représentations cartographiques du territoire : la carte de Cassini (XVIIIe siècle), la carte d'état-major (1820-1866) et les cartes ou photos aériennes de l'IGN pour la période actuelle (1950 à aujourd'hui).

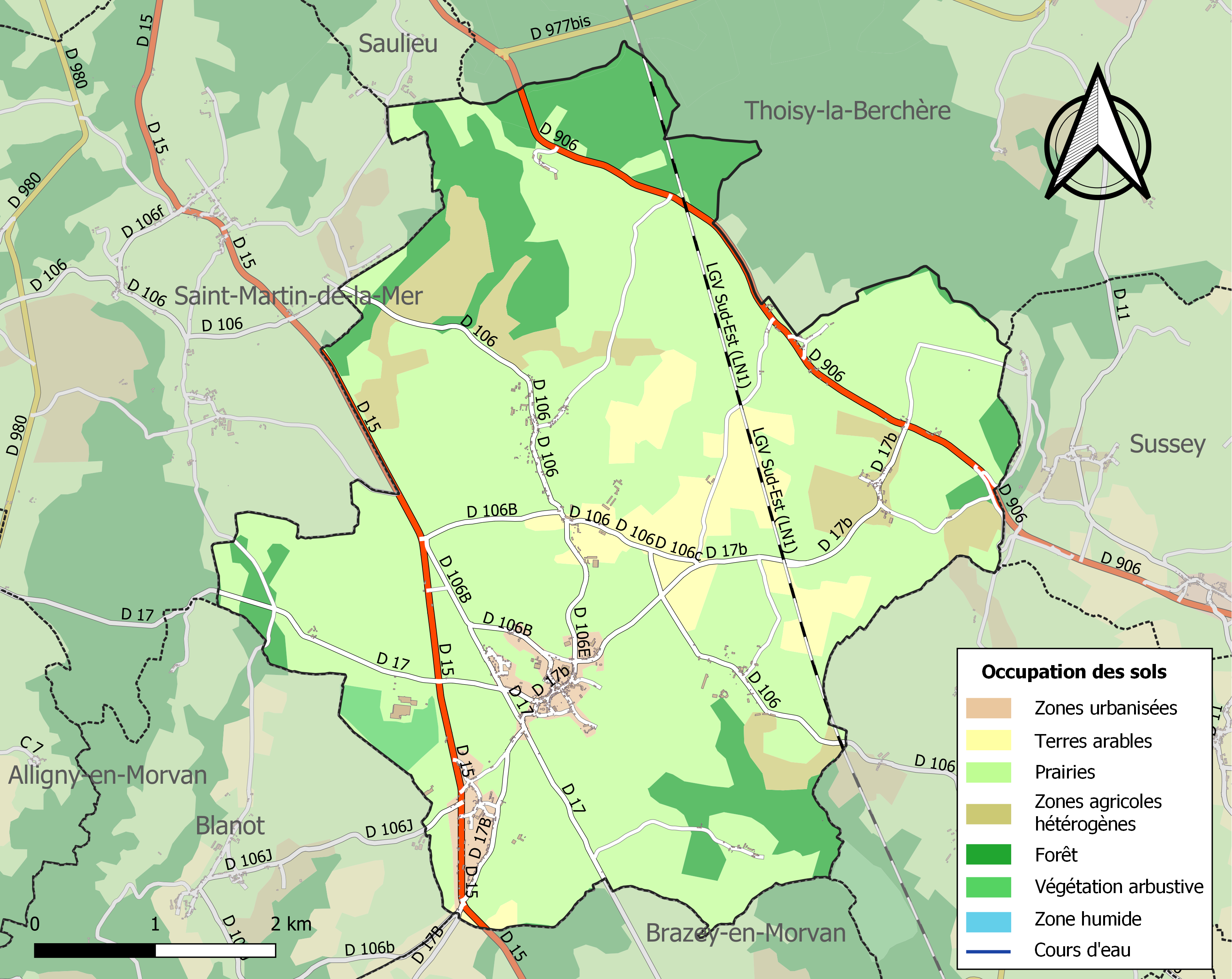
Carte des infrastructures et de l'occupation des sols de la commune en 2018 (CLC).

## Démographie
Jusqu'aux années 1960, les habitants de Liernais n'avaient pas de nom spécifique. Un sondage via le journal local Le Bien public a tranché : les habitants de Liernais s'appellent maintenant Liernaisien(ne)s,.

L'évolution du nombre d'habitants est connue à travers les recensements de la population effectués dans la commune depuis 1793. Pour les communes de moins de 10 000 habitants, une enquête de recensement portant sur toute la population est réalisée tous les cinq ans, les populations de référence des années intermédiaires étant quant à elles estimées par interpolation ou extrapolation. Pour la commune, le premier recensement exhaustif entrant dans le cadre du nouveau dispositif a été réalisé en 2005.

En 2022, la commune comptait 485 habitants, en évolution de −6,73 % par rapport à 2016 (Côte-d'Or : +0,82 %, France hors Mayotte : +2,11 %).
| 1793 | 1800 | 1806 | 1821  | 1831  | 1836  | 1841  | 1846  | 1851  |
| ---- | ---- | ---- | ----- | ----- | ----- | ----- | ----- | ----- |
| 723  | 681  | 946  | 1 002 | 1 184 | 1 176 | 1 232 | 1 166 | 1 125 |

| 1856  | 1861  | 1866  | 1872  | 1876  | 1881  | 1886  | 1891  | 1896  |
| ----- | ----- | ----- | ----- | ----- | ----- | ----- | ----- | ----- |
| 1 107 | 1 128 | 1 200 | 1 215 | 1 221 | 1 295 | 1 279 | 1 309 | 1 256 |

| 1901  | 1906  | 1911  | 1921 | 1926 | 1931 | 1936 | 1946 | 1954 |
| ----- | ----- | ----- | ---- | ---- | ---- | ---- | ---- | ---- |
| 1 186 | 1 150 | 1 024 | 987  | 929  | 883  | 832  | 763  | 678  |

| 1962 | 1968 | 1975 | 1982 | 1990 | 1999 | 2005 | 2006 | 2010 |
| ---- | ---- | ---- | ---- | ---- | ---- | ---- | ---- | ---- |
| 663  | 646  | 616  | 649  | 628  | 593  | 557  | 552  | 591  |

| 2015 | 2020 | 2022 | - | - | - | - | - | - |
| ---- | ---- | ---- | - | - | - | - | - | - |
| 528  | 480  | 485  | - | - | - | - | - | - |

La forte croissance démographique du début du XIXe siècle et son maintien jusqu'à la fin du même siècle correspondent à l'essor des activités économiques historiques du Morvan (agriculture, flottage du bois, nourrices morvandelles et accueil d'enfants de l'Assistance publique). La transition démographique, commencée à la veille de la Révolution française, peut également avoir joué un rôle dans cette croissance. À la fin du XIXe siècle, le déclin progressif de ces activités a favorisé l'exode rural, qui continue encore aujourd'hui.
D'après le recensement de 1999, Liernais comptait 593 habitants (302 Liernaisiennes et 291 Liernaisiens), dont 130 avaient moins de 20 ans et 189 en avaient plus de 60. Sur les 367 logements, 258 étaient des résidences principales, 64 des résidences secondaires, et 45 étaient vacants. Le graphique ci-dessous montre la proportion de chaque catégorie socio-professionnelle dans la population de Liernais de 1999.

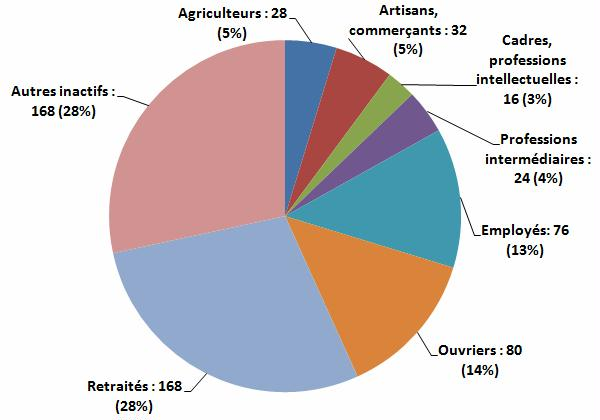
Catégories socio-professionnelles de la population de Liernais de 1999

Des données et graphiques démographiques plus détaillés sur Liernais (pyramide des âges, données sur les logements, taux d'activité, scolarisation et diplômes, etc.) sont disponibles sur le site de l'INSEE.

## Toponymie
Attesté sous les formes Liarnais en 1198 et Liernaias en 1203.
Probable nom de type gallo-roman *Liternacum, basé sur le nom de personne Liternus et le suffixe -acum.

## Histoire

### Préhistoire
Bien qu'aucun reste préhistorique n'ait été retrouvé sur la commune, les alentours en sont peuplés depuis bien longtemps, comme l'attestent par exemple dans le canton de Liernais le menhir de Pierre-Pointe (à Sussey), celui de la Pierre Levée (à Diancey), ou encore le « trésor de Blanot », dépôt de l'âge du bronze découvert en 1982 sous un arbre déraciné par une tempête, contenant de nombreux objets et bijoux d'or et de bronze, actuellement exposés au musée archéologique de Dijon. On peut supposer que d'autres « trésors » anciens dorment sous les pieds des Liernaisiens.

### Antiquité
On a découvert une antique villa gallo-romaine, située le long de la Via Agrippa, voie romaine dont on observe le tracé rectiligne de Saulieu à Brazey-en-Morvan (Brazey-Bas). Les quelques restes d'une autre villa romaine furent retrouvés plus tard, lors du terrassement du terrain de football du village, mais ne contenaient que quelques pièces de faible valeur archéologique.
Le cimetière gallo-romain des bois de Melin, près de Jonchères, sur la commune limitrophe de Blanot, atteste d'un peuplement antérieur aux Romains. De même que les stèles funéraires gauloises en pierres sculptées du hameau de Pierre Écrite, sur la commune proche d'Alligny-en-Morvan (dont une est encore en place, les autres étant au musée de Saulieu). Différents auteurs situent l'origine de Liernais dans les peuples celtes et gaulois des Éduens, des Lingons, des Mandubiens, voire des Ligures.

### Moyen Âge

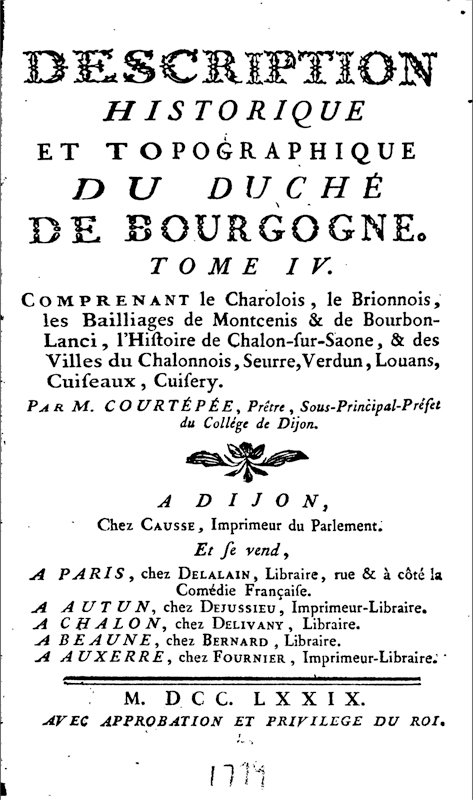
L'ouvrage de Claude Courtépée

On connaît mal l'histoire de Liernais pendant cette longue période, sinon par les descriptions régionales des abbés Claude Courtépée et Jacques-François Baudiau. Diderot et d'Alembert mentionnaient également Liernais dans leur première encyclopédie. Le nom du village a pendant cette époque beaucoup évolué, passant de Liernacum à Lyénas ou Liarnais en 1198, Liernais en 1210, Liernaix en 1645, Lyernois en 1647, Liarnois en 1774, avant de redevenir Liernais.
Comme de nombreuses villes et villages de la région, notamment Saulieu et Autun, Liernais fut envahi, peut-être pillé ou détruit par les Sarrasins en 731. On ne sait si la pierre dite « sarrasine », dans les bois de Thoisy, a un rapport avec cette époque. Jusqu'au XIIe siècle, le fief de Liernais appartenait au Duché de Bourgogne, mais celui-ci fit en 1210 un échange de terre avec le comte de Nevers. À l'exception des hameaux de la Guette, Paquier Rousseau, Vesvres et la Queue-Caillot qui restèrent en Bourgogne, le village fut ainsi rattaché au Nivernais jusqu'à la Révolution. Le château et la « tour forte » de Liernais, construits à l'emplacement actuel de l'église, avaient alors été fortifiés pour protéger les possessions nivernaises enclavées en Bourgogne. Louis IV, duc de Nevers et son épouse Henriette de Clèves affectionnaient apparemment particulièrement leur résidence de Liernais.
Le village connut ensuite des moments difficiles. La peste notamment, le décima en 1589. L'essentiel du château fut détruit pendant les guerres de religion, dans la seconde moitié du XVIe siècle. En 1645, des agents du fisc d'alors notaient que la plupart des maisons de Liernais était ruinées après un séjour du régiment de Jean de Gassion, Maréchal de France. La tour forte, encore debout en 1673, s'effondra petit à petit (certes un peu aidée par les villageois qui en recyclaient les matériaux de construction). Comme ailleurs en France, la misère poussa les paysans à se soulever lors de la Révolution française.
Les ouvrages de C. Courtépée, mais surtout J.F. Baudiau et P. Pivert décrivent plus longuement l'histoire médiévale de Liernais, notamment les mouvements de fiefs entre familles nobles (par testament, vente, dons, etc.), les règles d'imposition de l'époque (cens, mainmorte, banalités, taille, etc.), droits des serfs (terres communales notamment, comme les affouages et pâquis ou prés communaux existant encore à l'heure actuelle), les systèmes judiciaires. Leurs textes sont parsemés de nombreuses anecdotes de l'époque, drôles, généreuses ou tragiques, par exemple :
- "La seigneurie du pays, avec titre de châtellenie appartenait, en 1207, à Mathilde de Bourgogne, comtesse d'Auvergne, dame de Liernais (voir la liste des comtes d'Auvergne) qui légua, cette année-là, pour le remède de son âme, celle de ses ancêtres, et spécialement pour fonder l'anniversaire de Guillaume, son fils, au prieuré de Bar-le-Régulier, cinq sous de cens, à perpétuité, sur le meix de Renaud de Charèce, un setier d'avoine et les tierces de ce meix (lettre confirmative rapportée en latin par Baudiau[13]: Ego Matildis, Avernie comitissa [...]). L'année suivante, elle attesta, avec l'évêque d'Autun, la donation de la terre de Savilly, consistant en prés, terres, bois, hommes et femmes serfs, cens, coutumes, faite par Bathelemi de Liernais et Guillaume, son frère (lettre confirmative rapportée en latin, par Baudiau[13]: Ego Galterius, Dei Gratiâ Eduensis episcopus, et ego Matildis, Avernie comitissa [...])."[13]
- "Laurent Bureau avait fondé, quelques années avant sa mort, à Liernais, une donne de 57 mesures de seigle et d'orge, de 4 de froment, d'autant de pois, et de 32 livres, en argent, pour les pauvres de la paroisse; elle se distribua, chaque année, jusqu'à la Révolution."[13]
- "Les ducs de Nevers [donnaient en 1677] 50 livres pour marier annuellement une fille pauvre de Liernais (Barbe Robelin, fille ausmonée, reçut, la même année, 50 livres, y compris la dépense du contrat et de la bague)"[13]. Cette coutume remontait apparemment à 1588 et fut appliquée jusqu'en 1789, d'après P. Pivert[14], qui décrit précisément le tirage au sort de la fille aumônée en 1785 (Jacquette Rousseau), et donne une liste (incomplète) de ces filles ainsi que de leur parti.
- "En 1731, le garde des bois de la seigneurie de Villars fut cruellement maltraité à coup de serpe et de bâton dans un bois de la seigneurie de Villars, appelé la Rabutelle de la Mouillasse, par le nommé Bisouard et quatre autres paysans de la seigneurie de Toisy, pour se venger de ce que le garde avait pris leurs bestiaux dans ledit bois nouvellement coupé, et après avoir laissé ledit garde et sa femme pour mort sur place, ils volèrent au garde son fusil, et à sa femme cinq cochons qu'elle gardait."[14]
- La même année, "Monsieur de La Rochepot, se flattant qu'une expédition d'éclat épouvanterait la Marquise de Rouvray, envoya le sieur Berthier, Juge de Toisy, à la tête de trente hommes armés et d'un grand nombre d'autres, faire une chasse dans les bois de Villars. Il y fut tué non seulement du gibier, de quoi remplir plusieurs charrettes, mais encore un des chasseurs, non sans soupçon violent que le coup n'ait été tiré au hasard"[14].

### Époque contemporaine
Historiquement morvandelle et plutôt tournée vers la Nièvre et le Nivernais, la commune et tout le canton de Liernais furent rattachés au département de la Côte-d'Or lors de la création de ce dernier après la Révolution française. P. Pivert raconte d'ailleurs en détail l'élection du premier conseil municipal de la commune, le 17 février 1790. Le premier maire élu fut ainsi Jacques Charles, laboureur à Veullerot.
L'histoire contemporaine de Liernais a récemment été décrite par Claude de Rincquesen dans trois ouvrages (,,), basés sur les archives municipales et délibérations des conseils municipaux successifs.
On y trouve de nombreuses informations locales sur - entre autres - l'agriculture de l'époque, les forêts et droits de chasse, les artisans et commerçants de Liernais, les infrastructures et équipements, voirie, les élections et services municipaux, les écoles, l'église et la paroisse, etc. Les dates et faits les plus importants pour le village, ainsi que quelques anecdotes révélatrices du passé, sont rapportés ci-dessous,:
- En 1815 (après Waterloo), des denrées furent réquisitionnées pour "les troupes alliées d'occupation cantonnées à Liernais".
- Approuvée en 1864, la ligne de chemin-de-fer Autun-Liernais-Saulieu est inaugurée en 1882.
- En 1877, la commune accorde une bourse d'études à un jeune Liernaisien, "fils d'honorable jardinier", admis à l'école de Saint-Cyr.
- Le 16 juillet 1889, un mort de choléra dans le bourg. La même année, la nouvelle église de Liernais est inaugurée.
- Décidée en 1899, l'installation du téléphone ne se fera qu'en 1908 à Veullerot, en 1913 à la gendarmerie, puis progressivement dans le village entre 1920 et 1935. Le télégramme existait depuis 1896, les messages étant portés à domicile par un "piéton municipal".
- Sous la Troisième République, un conscrit du hameau de Maison-des-Champs écrit à un élu pour dire sa satisfaction de faire son service militaire à Dijon, "mais la nourriture, il en dit que ce n'est pas la peine d'avoir un gouvernement de la République pour être si mal nourri".
- En 1901, Liernais accueillait 80 enfants assistés de la Seine, chez des nourrices.
- En 1902, le conseil municipal vote un budget "pour les sinistrés de la Martinique".
- Il reste peu de traces de la Première Guerre mondiale, sinon les rationnements, l'aide aux réfugiés accueillis par la commune, et l'érection du monument aux morts.
- En 1918, le village comptait au total 5 voitures et camions.
- Décidée en 1923, l'électrification du bourg a été terminée en 1927. Villars et Veullerot ont dû attendre jusqu'en 1948.
- Le 8 mai 1930, la commune organise une fête dont le bénéfice est envoyé "aux victimes des inondations dans le Sud".
- Étudié en 1933, puis à nouveau en 1946, le réseau d'eau n'est réalisé qu'en 1956.
- Pendant la Seconde Guerre mondiale, Liernais accueillit des réfugiés du Nord, et fut occupé par les troupes allemandes dès juin 1940. La Résistance fut active dans le village et dans le Morvan en général, notamment avec la proximité du maquis Nasica (voir le Musée de la Résistance en Morvan, à la Maison du Parc naturel régional du Morvan). Le 16 septembre 1945, la commune organise un banquet pour le retour des prisonniers.
- La première ambulance de la région « à toutes heures du jour et de la nuit » date de 1946 (à Autun).

Plus récemment:
- En 1953, création de la Maison familiale rurale.
- En 1961, la construction des "Ateliers de Liernais", usine de métallurgie (chemins de câbles, rayonnages et plateformes métalliques) employant encore actuellement de nombreuses personnes de la région. Elle s'appela un moment Mavil avant de devenir Gewiss-France, à l'occasion d'un rachat par l'entreprise italienne Gewiss.
- En 1960, création de l'aérodrome de Saulieu-Liernais, avec une piste en terre (elle sera goudronnée dans les années 1990).
- En 1961 également, ouverture du collège dans des préfabriqués, pour permettre aux élèves de l'école primaire, existant depuis de nombreuses années déjà, de continuer leur scolarité sur place.
- De 1965 à 1970, construction de l'immeuble HLM et du lotissement du Grand Pré, initialement prévus pour loger les ouvriers de l'usine.
- En 1978, construction de la première salle des fêtes, les "Mille Clubs".
- En 1980, construction du réseau d'assainissement.
- En 1981, inauguration de la ligne de TGV Paris-Lyon, qui passe entre le bourg et La Guette. Une gare TGV à Liernais est d'ailleurs un projet régulièrement discuté[32],[33], mais pas encore concrétisé.
- En 1986, construction de la seconde salle des fêtes, le "Temps libre".
- En 1983, construction du terrain de football.
- En 1987, construction de bâtiments neufs pour l'école primaire.
- En 1987 également, construction du terrain de tennis.
- Entre 1987 et 1989, l'église est restaurée pour son centenaire.
- En 1990, construction de bâtiments neufs (en dur) pour le collège.
- En 2009, construction du gymnase, près des autres terrains de sport.
- En 2009, un nouveau lotissement est conçu, à Maison-des-Champs.

### Légendes

Une vouivre héraldique.

Comme de nombreux villages anciens, Liernais possède ses mystères, mythes et légendes. On dit que les druides gaulois, déjà, venaient dans les bois environnants cueillir le rare gui de chêne, ainsi que d'autres plantes pour produire leurs onguents, remèdes et autres potions, mais aussi pour y officier leurs cérémonies. En aval de l'étang de la Gravotière se trouve en effet un lieu appelé "la chaire du druide". Certains assurent que leurs fantômes y viennent encore. D'autres affirment avoir entendu la Vouivre, monstre des eaux morvandelles, ou aperçu la Dame blanche survoler le coin. Une petite grotte, « en aval du four » est en effet appelée "Cave aux fées", et serait "le centre mystique de toutes les légendes de la contrée, les sorciers accouraient de fort loin pour y officier leurs sabbats".
« Terre de légendes, Liernais possède-t-il une des entrées de l'enfer ? » s'interrogent même certains auteurs. « En tous cas, le Creux du Diable est bien là, servant de pertes à un petit ruisseau. Quant à la Pierre Sarrasine en forêt de Thoisy, qui ne serait qu'un immense menhir basculé et brisé, elle abriterait la cache d'une belle jeune fille endormie. Certains affirment que tous les ans, pendant la messe de minuit, le couvercle se soulève pour permettre de l'admirer. D'autres le contredisent, nous disant simplement d'attendre minuit un certain jour de l'année, un seul, mais dont la date est perdue dans la nuit des siècles ».

## Politique et administration

### Mairie
| Période        | Période        | Identité            | Étiquette             | Qualité                                                       |
| -------------- | -------------- | ------------------- | --------------------- | ------------------------------------------------------------- |
| Environ 1893   | Environ 1897   | Jean Charles        | Républicain           | Cultivateur                                                   |
| 1925           | 1932           | Pierre Charles      | Républicain puis Rad. | Conducteur de travaux publics Député (1910-1914 et 1924-1928) |
| mars 1950      | mars 1953      | Georges Ducharme    | -                     | -                                                             |
| mars 1953      | mars 1977      | Henry Coqueugniot   | -                     | -                                                             |
| mars 1977      | mars 1983      | Christian Garandeau | -                     | Notaire                                                       |
| mars 1983      | juillet 1990   | Bernard Baudrier    | -                     | -                                                             |
| juillet 1990   | mars 1991      | René Laligant       | -                     | Directeur de la Maison Familiale Rurale                       |
| mars 1991      | mars 2001      | Henri Beurton       | -                     | Agriculteur                                                   |
| mars 2001      | septembre 2003 | Yves Mallet         | -                     | -                                                             |
| septembre 2003 | mars 2014      | Geneviève Brochot   | DVD                   | Retraitée                                                     |
| mars 2014      | mars 2022      | Dominique Héry      |                       | Retraité                                                      |
| mars 2022      | En cours       | Quentin Guenot      |                       | -                                                             |

Les ouvrages de C. de Rincquesen dressent la liste de la plupart des maires de Liernais depuis 1816,,.

### Enseignement
- Écoles maternelle et primaire : de la première année de maternelle au CM2, une classe de chaque niveau, d'environ 15-20 élèves chacune.
- Collège François-de-La-Grange : une classe de chaque niveau (de la 6e à la 3e), d'environ 20-25 élèves chacune. Plus petit collège de l'Académie de Dijon[35] et l'un des plus petits collèges de France[36] (les plus petits collèges étant actuellement ceux de l'île de Sein et de Saint-Cirgues-en-Montagne, celui de Gelles ayant été fermé en 2008[37])
- Maison familiale rurale : collège et lycée agricole sous contrat avec le ministère de l'Agriculture, de la 4e (enseignement agricole) au baccalauréat professionnel en agroéquipements[38]

## Économie

### Services
Malgré sa petite taille, son isolement géographique et la tendance générale des services ruraux de proximité à disparaître, Liernais, les Liernaisiens et leurs élus se battent pour conserver les infrastructures, commerces et activités du village. Ceux-ci comprennent :
- Administration et services publics : une mairie, une Poste, une brigade de pompiers volontaires, une maison pour personnes âgées gérée par la mairie, une petite médiathèque. Le Trésor Public et la Gendarmerie (rattachée à la brigade de Saulieu) ont fermé, et la gare a été détruite en 2019.
- Santé : un médecin généraliste (auparavant deux), une pharmacie.
- Éducation : écoles maternelle et primaire, un collège et un accueil de loisirs géré par le Centre Social du Pays d'Arnay Liernais
- Commerces du quotidien : une boulangerie, une épicerie (vendant également la presse et du tabac), deux cafés-restaurants (un dans le bourg, un sur la N6 à La Guette - il en existait trois jusqu'à la fin du XXe siècle), un garage, une station-essence. La boucherie a fermé mais le boucher continue de travailler pour buffets et banquets, et emploie plusieurs personnes.
- Autres entreprises : une usine (Gewiss, métallurgie), une étude notariale (Maître Bayou), un fournisseur de carburant (Rousseau) et services d'assainissement, un négociant en céréales et produits agricoles (Leguy), une coopérative agricole, un horticulteur, plusieurs artisans (coiffeuse, esthéticienne, plombiers, électriciens, maçons, etc.).

### Économie locale
L'usine Gewiss est le principal employeur de la commune, 103 personnes y travaillent.
La dépendance entre Liernais et cette dernière est assez importante, l'usine représente 70 % de la taxe professionnelle qu'elle perçoit, taxe représentant 20 % des recettes de son budget.
L'agriculture est une autre composante importante de l'activité économique locale et contribue à façonner et entretenir le paysage de Liernais, grâce à l'élevage (bovins charolais essentiellement, mais aussi ovins, caprins et volailles), la culture céréalière (colza, avoine, blé, maïs, etc.) et la sylviculture (feuillus et résineux, pour le chauffage, la production de meubles ainsi que pour les traditionnels sapins de Noël du Morvan).
Enfin, le cadre naturel et agréable du Morvan a permis à plusieurs Liernaisiens de développer le tourisme rural, en accueillant les visiteurs et randonneurs intéressés dans leurs gîtes de France ou chambres d'hôtes.
De nombreux artisans et industries ont cependant disparus au cours du XXe siècle : bourrelier, forgeron/serrurier, charpentier, cordonnier, menuisier, sellier, four à chaux. De 39 artisans en 1900, on n'en comptait plus que 10 en 1975, et 6 aujourd'hui.
Disposant malgré tout de tous les services essentiels (souvent en un seul exemplaire), la commune est parfois comparée par ses habitants à un « village de Playmobil » ou au « village d'Astérix », résistant tant bien que mal aux changements extérieurs pouvant l'affecter. Notons que les efforts des Liernaisiens et de leurs élus ne sont pas sans effets, certains services comme le garage et la station essence datant de 2009 seulement. À sa petite échelle, on peut ainsi dire que la commune se développe.

## Tourisme et loisirs

### Lieux et monuments
Encore debout en 1673, la « Tour forte », bâtie aux débuts de la féodalité et dépendant du duché de Nevers depuis 1210, n'existe plus. Il n'en reste que quelques pierres éparpillées, ainsi qu'un pan de mur le long du cimetière.
L'ancienne chapelle du château, de style roman du XIe siècle et dédiée à saint Laurent, a tenu jusqu'au milieu du XIXe siècle, s'écroulant alors peu à peu au grand dam de l'évêque. Une élégante église néogothique a été ensuite construite sur son emplacement, entre 1844 et 1899. Son reflet élancé se découpe dans le ciel, les nuits de brume, grâce à l'électrification rurale.
Le bourg compte trois « châteaux » :
- On appelle vieux château une ferme médiévale avec pigeonnier, près d'un étang, sur la route de l'Huis-Néault (L'Huis Renaut), à quelques mètres de la voie romaine[14]. Ce château et la « tour forte » de Liernais datent de l'époque où le village appartient au Duché de Nevers, et devaient protéger le village nivernais entouré de terres dépendant du Duché de Bourgogne.
- Le château des Trois Épis, manoir du XIXe siècle situé non loin du vieux château et qu'on appelle abusivement du même nom.
- Le château de Balivet, du XIXe siècle appartient encore à la famille du même nom.

Une autre ferme avec pigeonnier, plus récente (XVIIIe siècle) que le château des Ducs de Nevers, se trouve également à la sortie du bourg sur le chemin de l'étang de la Gravotière, lieu des promenades digestives dominicales des Liernaisiens. Outre ces constructions, le beau presbytère, datant de 1760, sur la place de la Fontaine (appelée ainsi à cause de l'ancien lavoir, toujours visible) passe pour être la maison la plus ancienne du village.
La Maison Familiale Rurale est également installée dans une jolie maison bourgeoise, « le Dueg », entourée d'un parc. À la sortie du village, on trouve « la Chaume du Roy », promenade plantée d'arbres sur laquelle Henri IV se reposa quelques instants.
Les hameaux de Cenfosse et Veullerot ont enfin chacun un château datant du XVIIIe siècle. Le hameau de La Guette présente également un phare aéronautique, construit dans les années 1920 ou 1930 pour guider les vols de nuits des avions de l'aéropostale.
Plus récemment, la ville allemande de Gau-Bischofsheim, avec laquelle Liernais est jumelée, a donné son nom à la place devant le collège. Ce jumelage est également rappelé par une stèle en pierre, devant la mairie, donnée à Liernais par la ville de Gau-Bischofsheim.
La place Martin-Dosse a été rénovée en 2006 au cours de l'opération « Cœur de village ». Son nom lui vient d'un instituteur résistant pendant le Deuxième Guerre Mondiale. Elle devrait être prochainement décorée d'une œuvre contemporaine de Lee Bul, célèbre sculptrice coréenne, financée par la Fondation de France.

### Activités culturelles

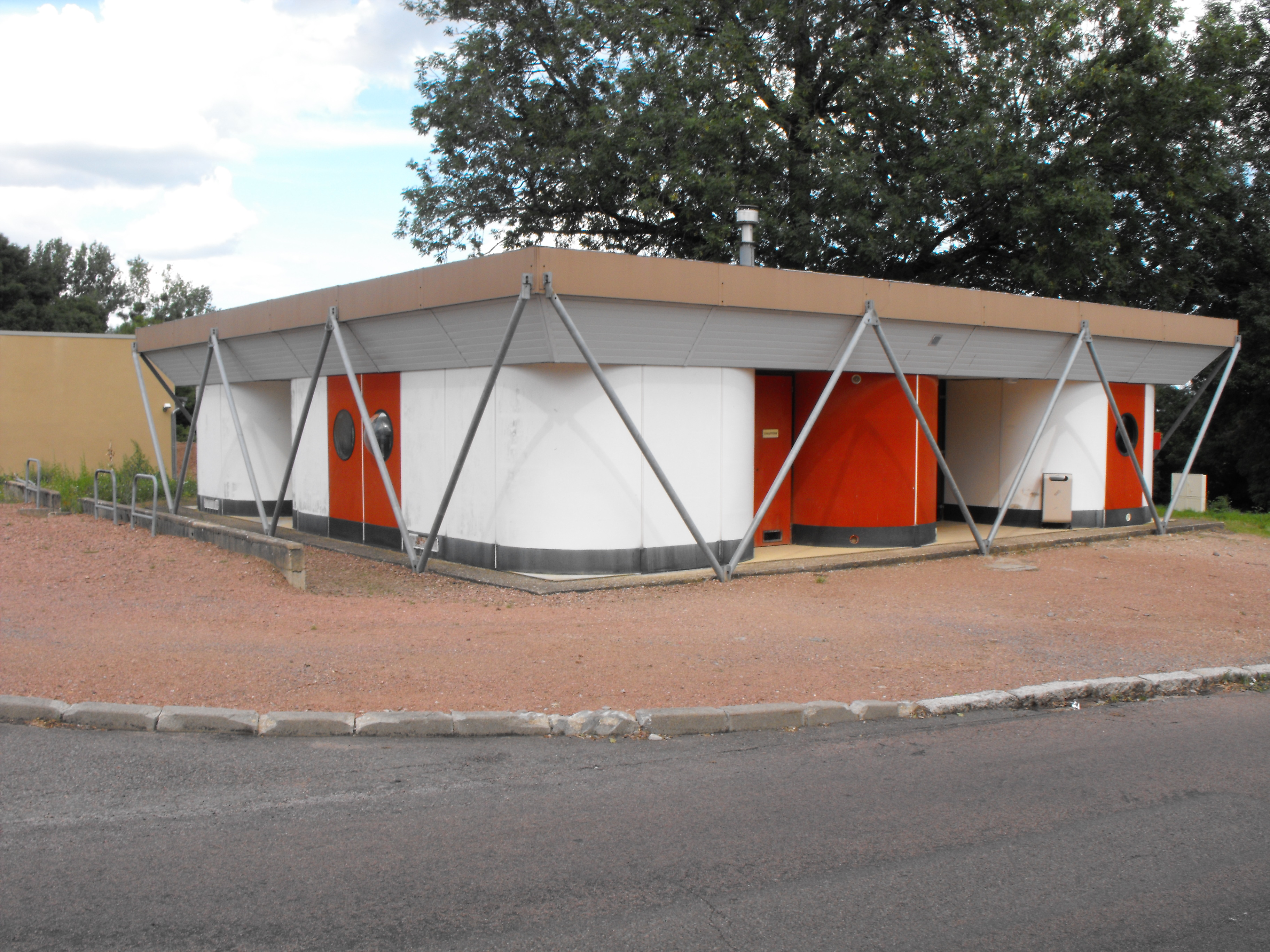
Le Mille-Club.

Le Comité des fêtes de Liernais organise régulièrement des festivités ou activités culturelles dans les deux salles des fêtes (le « mille-clubs » et le « temps-libre ») ou dans les rues : fête de la Saint-Laurent, fête du cheval, pièces de théâtre, petits concerts, vide-grenier fin août, repas de village ou de clubs, etc.
L'association « le Creux-des-Rayes » (ADLIB) à Saint-Martin-de-la-Mer (5 km) proposait régulièrement des concerts et expositions.
Une médiathèque intercommunale a été créée pendant l'année 2009. Elle a été inaugurée en janvier 2010. Lien vers son site : 
Le Centre Social du Pays d'Arnay Liernais intervient régulièrement sur le territoire communal.

### Activités sportives
La commune dispose d'un terrain de football, de basketball et d'un gymnase à Liernais.
Des randonnées pédestres et à VTT sont possibles autour de Liernais et dans le parc naturel régional du Morvan.
La commune voisine de Saint-Martin-de-la-Mer, à 5 km, dispose également d'un aéroclub.

### Activités touristiques
La commune est voisine de plusieurs des lacs du Morvan :
- le lac de Chamboux à Saint-Martin-de-la-Mer à 5 km,
- le lac des Settons à 25 km,
- le lac de Saint-Agnan à 25 km.

### Gastronomie
Liernais étant au centre de la Bourgogne, région de bonne chère et de bons vins, la gastronomie y occupe forcément une place importante. La viande de bœuf charolais, le gibier, les cuisses de grenouilles, les truites et brochets, les champignons, les produits laitiers (crème et beurre) et les vins de Bourgogne y sont notamment utilisés. Les plats traditionnels comprennent par exemple le jambon à la crème, le jambon persillé, le pot-au-feu, la potée bourguignonne, le bœuf bourguignon ou encore les escargots de Bourgogne.
À proximité de Liernais se trouvent également deux grands restaurants triplement étoilés par le Guide Michelin : La Côte d'Or à Saulieu, dont le chef cuisinier le plus connu fut Bernard Loiseau (il est actuellement dirigé par Patrick Bertron) et l'Espérance à Saint-Père, tenu par Marc Meneau.

## Personnalités liées à la commune
- Damas de Buxeuil, châtelain de Liernais qui participa à la Première croisade, à la fin du XIe siècle[12].
- Barthélemy, seigneur de Liernais, qui suivit l'armée royale lors de la deuxième croisade, prêchée à Vézelay par saint Bernard de Clairvaux aux fêtes de Pâques de 1146[13].
- Laurent Bureau (?–1504), pâtre devenu carme. Il devint confesseur de Charles Ier de BourbonII et de Louis XII, fut nommé évêque de Sisteron en 1499, et mourut empoisonné en 1504[26].
- Henri IV (1553–1610), roi de France, qui se reposa quelques instants dans le village sur le lieu qui fut ensuite nommé « la chaume du Roy »[12].
- Albert David, sculpteur, né à Liernais le 30 novembre 1896, mort à Nice le 14 décembre 1970. Il est l'auteur de nombreuses plaques et bas-reliefs, dont un médaillon représentant François Pompon, daté de 1949, placé sur le socle du Taureau en bronze du même Pompon, érigé à Saulieu.
- Martin Dosse (?–1944), instituteur Résistant fusillé par les Allemands pendant la Seconde Guerre mondiale.
- François de La Grange (1920–1976), journaliste et reporter animalier, originaire du canton de Liernais. Il a, entre autres, interviewé Georges Pompidou en 1962 sur le référendum concernant l'élection du président de la République française au suffrage universel, et beaucoup voyagé. Il a donné son nom au collège de Liernais.
- François Mitterrand (1916–1996), président de la République française, se posait parfois en hélicoptère sur l'aérodrome de Saulieu-Liernais, pour aller manger à La Côte d'Or, le restaurant de Bernard Loiseau à Saulieu.

## Héraldique
| Blason de Liernais | Blason  | De gueules au bœuf passant d'argent, au chef soutenu d'une trangle du même et parti au I d'azur au faisceau de licteur d'or, lié d'argent, la hache du même, au II aussi d'azur aux deux brochets d'argent nageant l'un sur l'autre. |
| Blason de Liernais | Détails | Ce blason ne date que de 1985, date avant laquelle Liernais était la seule commune de Côte-d'Or dont les armes n'étaient pas représentées dans la grande salle du conseil général de ce département. Il a cependant été construit de manière à refléter à la fois l'histoire et le présent de Liernais. La pointe de gueules rappelle les armes de la famille Bouhier, seigneurs de l'un des deux anciens fiefs de la commune, dont le blason de gueules comprenait un bœuf d'argent. Le chef d'azur rappelle les armes de l'autre ancienne seigneurie, celle de la famille Mancini-Mazarini, dont le blason d'azur comprenait deux haches d'argent dans son faisceau de licteurs d'or lié aussi d'argent (Mazarin), et deux brochets d'argent, nageant l'un sur l'autre (Mancini). Le bœuf d'argent a également été choisi pour rappeler l'élevage de la race bovine charolaise, blanche, l'une des principales activités agricoles de la commune. La hache d'or et d'argent rappelle le caractère ancien de la commune, son nom remontant à l'époque romaine, alors que les brochets rappellent l'eau omniprésente dans la région et la pêche abondante qui l'accompagne. Ce blason récent illustre ainsi un siècle et demi d'histoire de la commune. Il a été préféré à celui de Laurent Bureau, évêque de Sisteron (1499-1504, liste des évêques de Sisteron) né à Liernais, dont les armes d'azur aux flammes d'or en chef, aux larmes d'or en pointe avaient été proposées mais refusées par le conseil municipal en 1962. Le statut officiel du blason reste à déterminer. |

## Jumelages
| - Gau-Bischofsheim (Allemagne) depuis 1978 La commune de Liernais est jumelée depuis 1978 avec celle Gau-Bischofsheim, dans la région de Hesse-rhénane, en Allemagne. | \| Gau-Bischofsheim Liernais \| |
| Gau-Bischofsheim Liernais |                                 |